# Arthur Dendy
Arthur Dendy, född 20 januari 1865 i Manchester, död 24 mars 1925 i London, var en engelsk zoolog känd för sitt arbete om bland annat marina svampar.
Han var professor i zoologi i Nya Zeeland, Sydafrika och till slut på King's College, London.

## Privatliv
Dendys föräldrar var John Dendy, en silkesmakare i Manchester och Sarah Beard.
Arthur gifte sig 5 december 1888 med Margaret Courtauld med vilken han fick tre döttrar och en son.